# Bắc Hùng
Bắc Hùng là một xã thuộc huyện Văn Lãng, tỉnh Lạng Sơn, Việt Nam.

## Địa lý
Xã Bắc Hùng nằm ở phía đông huyện Văn Lãng, có vị trí địa lý:
- Phía đông giáp xã Thanh Long
- Phía tây giáp xã Bắc Việt với ranh giới là sông Kỳ Cùng
- Phía nam giáp thị trấn Na Sầm
- Phía bắc giáp huyện Tràng Định và các xã Thụy Hùng, Trùng Khánh.

Xã Bắc Hùng có diện tích 53,28 km², dân số năm 2018 là 3.191 người, mật độ dân số đạt 60 người/km².

## Lịch sử
Địa bàn xã Bắc Hùng hiện nay trước đây là xã An Hùng và một phần các xã Tân Lang, Tân Việt, Trùng Quán thuộc huyện Văn Lãng.
Năm 2018, xã An Hùng có diện tích 17,74 km², dân số là 951 người, mật độ dân số đạt 54 người/km².
Ngày 21 tháng 11 năm 2019, Ủy ban Thường vụ Quốc hội ban hành Nghị quyết số 818/NQ-UBTVQH14 về việc sắp xếp các đơn vị hành chính cấp xã thuộc tỉnh Lạng Sơn (nghị quyết có hiệu lực từ ngày 1 tháng 1 năm 2020). Theo đó, sáp nhập toàn bộ diện tích và dân số của xã An Hùng với 4,67 km² diện tích tự nhiên và 325 người thuộc thôn Thanh Hảo và một phần thôn Bó Củng của xã Tân Lang; toàn bộ 16,24 km² diện tích tự nhiên và 1.201 người thuộc 7 thôn: Đoàn Kết, Lũng Thuông, Tồng Kịt, Nà Mành, Nà Liệt, Lũng Vài, Bản Vạc của xã Trùng Quán; toàn bộ 14,63 km² diện tích tự nhiên và 714 người thuộc 4 thôn: Nà Cạn, Khòn Búm, Bó Mịn, Nà Là và một phần thôn Bản Quan thuộc xã Tân Việt để thành lập xã Bắc Hùng.
Sau khi thành lập, xã Bắc Hùng có diện tích 53,28 km², dân số là 3.191 người.